# 中浜 (大阪市)
中浜（なかはま）は、大阪府大阪市城東区にある町名。現行行政地名は中浜一丁目から中浜三丁目。

## 地理
城東区の南西部に位置し、東に東中浜、西に森之宮、北に鴫野西、南に東成区中本と接している。

### 河川
- 第二寝屋川
- 平野川

## 世帯数と人口
2019年（平成31年）3月31日現在の世帯数と人口は以下の通りである。
| 丁目       | 世帯数    | 人口    |
| ---------- | --------- | ------- |
| 中浜一丁目 | 728世帯   | 1,487人 |
| 中浜二丁目 | 635世帯   | 1,352人 |
| 中浜三丁目 | 879世帯   | 1,750人 |
| 計         | 2,242世帯 | 4,589人 |

### 人口の変遷
国勢調査による人口の推移。
| 1995年（平成7年）  | 5,376人 | [ 5 ] |  |
| 2000年（平成12年） | 5,186人 | [ 6 ] |  |
| 2005年（平成17年） | 5,006人 | [ 7 ] |  |
| 2010年（平成22年） | 4,838人 | [ 8 ] |  |
| 2015年（平成27年） | 4,612人 | [ 9 ] |  |

### 世帯数の変遷
国勢調査による世帯数の推移。
| 1995年（平成7年）  | 2,104世帯 | [ 5 ] |  |
| 2000年（平成12年） | 2,129世帯 | [ 6 ] |  |
| 2005年（平成17年） | 2,061世帯 | [ 7 ] |  |
| 2010年（平成22年） | 2,050世帯 | [ 8 ] |  |
| 2015年（平成27年） | 1,981世帯 | [ 9 ] |  |

## 学区
市立小・中学校に通う場合、学区は以下の通りとなる。なお、小学校・中学校入学時に学校選択制度を導入しており、通学区域以外に城東区の小学校・中学校から選択することも可能。
| 丁目       | 番                 | 小学校             | 中学校             |
| ---------- | ------------------ | ------------------ | ------------------ |
| 中浜一丁目 | 17番（下水処理場） | 大阪市立城東小学校 | 大阪市立城陽中学校 |
| 中浜一丁目 | その他             | 大阪市立中浜小学校 | 大阪市立城陽中学校 |
| 中浜二丁目 | 全域               | 大阪市立中浜小学校 | 大阪市立城陽中学校 |
| 中浜三丁目 | 全域               | 大阪市立中浜小学校 | 大阪市立城陽中学校 |

## 事業所
2016年（平成28年）現在の経済センサス調査による事業所数と従業員数は以下の通りである。
| 丁目       | 事業所数  | 従業員数 |
| ---------- | --------- | -------- |
| 中浜一丁目 | 35事業所  | 225人    |
| 中浜二丁目 | 49事業所  | 223人    |
| 中浜三丁目 | 82事業所  | 715人    |
| 計         | 166事業所 | 1,163人  |

## 交通
- 今里筋

## 施設
- 大阪市中浜下水処理場
- 大阪市立中浜小学校
- 城東警察署 中浜交番
- 城東中浜郵便局
- 白山神社

## その他

### 日本郵便
- 〒536-0024[3]（集配局：大阪城東郵便局[13]）